# Thelma C. Davidson Adair
Thelma C. Davidson Adair (Irion Station, 29 de agosto de 1920 
– 21 de agosto de 2024) foi uma educadora presbiteriana, líder de sua igreja, defensora dos direitos humanos, da paz e da justiça, escritora, palestrante e ativista. Ela morava no Harlem, em Nova York, desde 1942. Teve participação ativa na Church Women United, um movimento cristão de defesa das mulheres. Foi ordenada Elder pela Igreja Presbiteriana Mount Morris Ascension da cidade de Nova York, no Harlem. Foi moderadora da Assembléia da Igreja Presbiteriana Unida nos Estados Unidos da América (UPCUSA} em 1976. Seu marido, o reverendo Arthur Eugene Adair, morto em 1979, foi fundador e ministro da igreja de 1943 a 1979.
Thelma Adair defendeu a educação infantil e ajudou a estabelecer programas Head Start no Harlem. Foi professora emérita do Queens College da City University of New York.

## Infância e educação
Nascida Thelma Cornelia Davidson, em 1920, em Iron Station, Carolina do Norte, era parte de uma prole de seis filhos. Viveu na mesma cidade até concluir a escola primária. Cresceu durante o período em que a legislação racista conhecida como Jim Crow estava em vigência no Sul dos Estados Unidos. Sua família mudou-se posteriormente para Kings Mountain, Carolina do Norte. Casou-se com o reverendo Dr. Arthur Eugene Adair. Eles se mudaram para a cidade de Nova York em 1942. Ele se tornou um pastor sênior da Mount Morris United Presbyterian Church (UPC), e foi um Harlem e educador presbiteriano.
Graduou-se pelo Barber–Scotia College, Concord, Carolina do Norte, e pelo Bennett College, Greensboro, também na Carolina do Norte. Ela obteve o mestrado e o doutorado em educação pelo Teachers College da Columbia University.

## Carreira
Thelma Adair foi organizadora dos programas Head Start no  West Harlem. Em 1944 ela foi uma organizadora do Monte. Projeto Uplift de Morris UPC, um precursor do Head Start do Arthur Eugene e Thelma Adair Community Life Center. O centro atende mais de 250 crianças em vários locais do Harlem. Adair publicou e escreveu vários artigos sobre educação infantil. Suas publicações são guias confiáveis para educadores da primeira infância nos Estados Unidos.
Ela foi homenageada em 2011 pelo congressista Charles Rangel. Participou da comemoração do 50º aniversário das marchas de Selma a Montgomery, através da Ponte Edmund Pettus.

## Prêmios
- Prêmio Thelma C. Adair de Serviços Presbiterianos para Idosos
- Prêmio Barber-Scotia Alumni por Serviços Meritórios no Campo da Educação
- Columbia University, Prêmio Ex-Alunos Distintos do Teacher's College
- Prêmio Distinto do United Negro College Fund por Serviços de Excelência e Compromisso com a Educação Superior
- Recebedor do Prêmio Mulheres de Fé da Igreja Presbiteriana em 1986
- Recebedor do Prêmio Mulheres de Fé da Associação Nacional de Clérigas Presbiterianas de 1991
- Recebedor da Medalha de Distinção Barnard College de 2008
- Recebedor do Prêmio Maggie Kuhn da Igreja Presbiteriana em 2011